# Василевичі
Василе́вичі (біл. Васілевічы, пол. Wasilewicze) — місто в Білорусі, у складі Речицького району Гомельської області. Розташоване за 45 км на захід від міста Речиця. У 1938—1959 роках місто Василевичі було центром Василевицького району до 1954 року — Поліської області, з 1954 року — Гомельської області. Залізничний вузол на лініях Гомель — Калинковичі та Василевичі — Хойники.

## Історія
Городище того часу свідчить, що територія сучасного міста була заселена ще на початоку 1-го тисячоліття до н. е. У середині XIX століття економічному розвитку Василевичів сприяла Західна експедиція з осушення болот Полісся у 1873–1898 роках. 
1878 року заснована метеорологічна станція для вивчення кліматичних умов краю. З будівництвом залізничної лінії Лунинець — Гомель у Василевичах побудова однойменна залізнична станція. З 1924 року працював лісовий технікум.

## Герб
Герб Василевичів затверджений рішенням Василевицького райвиконкому № 82 від 27 вересня 2001 року. Внесений до гербового матрикула Білорусі 28 грудня 2001 року (№ 77). Має вигляд іспанського щита, в якому у блакитному полі зображений срібний контур хвойного дерева. Контур дерева символізує лісову і деревообробну промисловість, блакитне поле щита — водойми.

## Промисловість
- Маслоробний завод
- Меблева фабрика.

## Уродженці
- Заренок Тетяна Пилипівна (1917—2007) — білоруська радянська театральна акторка, Заслужена артистка Білоруської РСР (1955), Народна артистка Білоруської РСР (1967).